# 9호 전차

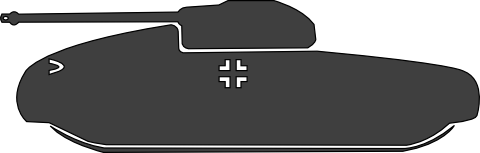

9호 전차(독일어: Panzerkampfwagen IX)는 제2차 세계대전 당시에 개발되려 했던 나치 독일군의 전차다. 그러나 9호 전차는 설계나 계획도, 청사진 등이 존재하지 않고 간단한 그림 한 장만 존재한다. 9호전차의 그림으로 보면, 9호전차와 10호전차는 다른 전차보다 뒤쳐지지 않고 오히려 진보되었다. 9호 전차는 제2차 세계대전 당시에 포르쉐사가 개발한 8호 전차 마우스보다는 차체가 더 넓고, 주포도 80mm나 120mm를 장착할 예정이었다고 한다.